# Бериан, Борис
Борис Бериан (англ. Boris Berian; род. 19 декабря 1992, Колорадо-Спрингс, США) — американский легкоатлет, специализирующийся в беге на 800 метров. Чемпион мира в помещении 2016 года. Чемпион США. Участник летних Олимпийских игр 2016 года.

## Биография
Начал заниматься лёгкой атлетикой в 12 лет, вслед за своей старшей сестрой Лесли. Начинал со спринтерских дистанций, затем добился успехов, выступая за свою школу в беге на 400 и 800 метров: выиграл звание чемпиона и установил рекорды штата среди школьников.
В 2011 году поступил в Государственный университет Адамс, в котором отметился победами во втором дивизионе чемпионата NCAA. Однако на третьем году обучения был отчислен за неуспеваемость и был вынужден искать средства к существованию. На первых порах он устроился на работу в McDonald’s, тренируясь в свободное время и ночуя у своего друга.
В октябре 2014 года принял приглашение тренера Карлоса Хэндлера и присоединился к легкоатлетическому клубу Big Bear в Калифорнии. За полгода ему удалось улучшить личный рекорд на 3 с лишним секунды: в начале мая на турнире Payton Jordan Invitational малоизвестный Бериан выиграл сильнейший забег и выполнил норматив для участия в чемпионате мира — 1.45,30. По ходу сезона ему удалось сбросить с этого времени ещё две секунды. На этапе Бриллиантовой лиги в Монако он финишировал четвёртым с личным рекордом 1.43,34.
В 2016 году выиграл чемпионат страны в помещении в беге на 800 метров. На зимнем чемпионате мира вышел в финал, где с первых же метров дистанции повёл бег в очень высоком темпе. На отметке 400 метров он показал время 49,73, что было быстрее графика мирового рекорда и позволяло лидировать с отрывом от преследователей почти в 10 метров. Несмотря на снижение скорости на второй половине дистанции, Бериан смог сохранить первую позицию и завоевать золотую медаль чемпионата мира.
Заняв второе место на американском отборе, квалифицировался на Олимпийские игры 2016 года. В Рио-де-Жанейро смог пробиться в финальный забег, где финишировал на последнем, восьмом месте.

## Основные результаты
| Год  | Турнир                     | Место проведения         | Дисциплина | Место | Результат |
| ---- | -------------------------- | ------------------------ | ---------- | ----- | --------- |
| 2016 | Чемпионат мира в помещении | Портленд, США            | 800 м      | 1-е   | 1.45,83   |
| 2016 | Олимпийские игры           | Рио-де-Жанейро, Бразилия | 800 м      | 8-е   | 1.46,15   |